# آرمینه تومانیان
آرمینه آ. تومانیان (به ارمنی: Արմինե Թումանյան؛ زاده ۱۲ ژوئیه ۱۹۷۵ در ایروان، جمهوری شوروی سوسیالیستی ارمنستان)، نقاش، طراح، و هماهنگ‌کننده نمایشگاه‌های نقاشی ارمنی است. او عضو اتحادیه هنرمندان ارمنستان، رئیس شعبه تاووش و مدیر بنیاد احیای معنوی تاووش است.

## زندگی‌نامه
آرمینه تومانیان در سال ۱۹۷۵ در ایروان به دنیا آمد. او از دپارتمان هنرهای زیبا دانشگاه دولتی پداگوژیکی ارمنستان با مدرک هنرهای زیبا فارغ‌التحصیل شد. او در رشته طراحی مد و طراحی در آکادمی دولتی هنرهای زیبا ایروان (کارشناسی ارشد) تحصیل کرد. در سال ۲۰۱۶، او پلتفرم "گالری آرت‌ام" را در فرودگاه زوارتنوتس بنیان نهاد، جایی که هنرمندان معاصر ارمنی را از طریق نمایشگاه‌ها معرفی می‌کند.
موضوع آثار آرمینه تومانیان شامل: انسان در هماهنگی با طبیعت، ریشه‌ها و حال حاضر ارمنستان، بازتولید دنیای درونی زنان و حالت ذهنی آنهاست.
آرمینه آ. تومانیان هنرمندی با دیدگاه و رویکرد خاص خود در دنیای هنر است که علاوه بر فعالیت‌های نقاشی، در حوزه طراحی و هماهنگی نمایشگاه‌های هنری نیز نقش برجسته‌ای دارد. در آثار او، همواره ارتباط عمیقی میان انسان، طبیعت و فرهنگ ارمنی مشاهده می‌شود که در تلاش است به دنیای درونی و روحانی زنان و تأثیرات آن در زندگی اجتماعی و فرهنگی اشاره کند. علاوه بر نقش هنری خود، آرمینه تومانیان به عنوان یک فعال فرهنگی، پلتفرم “گالری آرت‌ام” را در فرودگاه زوارتنوتس بنیان‌گذاری کرده که در آن هنرمندان معاصر ارمنی از طریق نمایشگاه‌ها و رویدادهای هنری آثار خود را به نمایش می‌گذارند. این پلتفرم به نوعی پل ارتباطی میان هنرمندان ارمنی و مخاطبان بین‌المللی در سال‌های اخیر بوده و موجب معرفی آثار برجسته و خلاقانه هنرمندان معاصر ارمنستان به دنیا شده است.
آرمینه به‌واسطه نقاشی‌های خود، که بسیاری از آن‌ها به تفسیر و بازسازی تجربیات شخصی و فرهنگی مرتبط با زنان و جامعه ارمنی می‌پردازد، همواره به‌دنبال برجسته‌سازی تنوع انسان‌ها و حساسیت‌های فرهنگی است. استفاده از اشکال و رنگ‌ها برای بیان حالات روانی و روحانی انسان‌ها، به‌ویژه در ارتباط با طبیعت و عناصر محیطی، نشان از عمق و پیچیدگی تفکر هنری او دارد. نمایشگاه‌های بین‌المللی و سمپوزیوم‌هایی که او در آن‌ها شرکت کرده است، به طور مستمر تبادلات فرهنگی و هنری میان ارمنستان و دیگر کشورهای جهان را تقویت کرده است. این تعاملات به آرمینه این امکان را می‌دهد که بتواند از دیدگاه‌های متفاوت در مورد هنر و فرهنگ به دنیای خود نگاه کند و در عین حال تأثیرات عمیقی از فرهنگ‌های مختلف را در آثار خود بگنجاند. دستاوردهای آرمینه تومانیان نه تنها در زمینه نقاشی، بلکه در گسترش هنر ارمنی و معرفی آن به جوامع بین‌المللی بسیار اثرگذار بوده است.

## نمایشگاه‌ها
به عنوان هنرمند
او در نمایشگاه‌های گروهی در کانادا (در سال ۲۰۱۲)، اسرائیل (در سال ۲۰۱۳)، تایوان (در سال ۲۰۱۵)، اسرائیل (در سال ۲۰۱۵) شرکت کرده است.
او در سمپوزیوم‌های نقاشی در صربستان و اسرائیل شرکت کرده است. او نماینده جشنواره بین‌المللی هنر و صنایع دستی در اسرائیل بوده است.
- "نام شما زن است"، در سال ۲۰۱۹، مؤسسه هنری ناریگاتسی، ایروان[۳] و شوشی[۴][۵]

"دنیای زنان بسیار عمیق و متنوع است، برای بسیاری ناشناخته. امروز من تصویر هشت زن از ملیت‌های مختلف و تصویر مهم‌ترین زنان - مریم باکره که منبع الهام من است را ارائه داده‌ام. در این آثار ذات من با صداقت تمام - با عشق، هیجان، ایمان - بیان شده است". - آرمینه تومانیان
- "افسانه‌های ارمنی"، در سال ۲۰۱۸، سالن نمایشگاه هنر-آکواریوم دانشگاه دانشگاه روسی-ارمنی[۶]
- ۵ زن هنرمند، نمایشگاه در دفتر سازمان ملل در ایروان، در سال ۲۰۱۸[۷]
- مسافر ابدی، موزه تاریخ ایروان، در سال ۲۰۱۷[۸]

به عنوان هماهنگ‌کننده
- نمایشگاه ۴ ژانر مختلف در بانک کانورس
- مسابقه نقاشی "هنر کَرَس. خلاقیت بر روی بشکه‌ها"[۹]
- "هنر، شراب و تانگو" هتل ۱۴ طبقه، ایروان
- نمایشگاه ۱۰ نقاش ارمنی در گالری ملی کیف، ۲۰۱۷
- سمپوزیوم بین‌المللی نقاشی "تاووش از دید جهان"، در سال  ۲۰۱۹ (۲۳ هنرمند از ۱۷ کشور و ۷ هنرمند از ارمنستان در این سمپوزیوم شرکت کردند)

## جوایز
- دیپلم‌های سمپوزیوم هنری بین‌المللی از صربستان، لیتوانی، مولداوی، کره جنوبی

## خانواده
آرمینه تومانیان با هایک چوبانیان ازدواج کرده و دو فرزند، یک دختر و یک پسر، دارد.